# Paralidia
Paralidia  (лат.) — род прыгающих насекомых из семейства цикадок (Cicadellidae). Южная Америка. Длина 6-7 мм. Скутеллюм крупный, его длина примерно равна длине пронотума. Голова крупная (передний край конически округлённый), отчётливо уже пронотума; лоб узкий. Глаза относительно крупные, вытянуто-яйцевидные; оцеллии мелкие. Клипеус длинный и узкий. Эдеагус асимметричный, длинный, с парой субапикальных шипиков, апикально резко изогнут; пигофер длинный с каудовентральный выступом. 10-й сегмент брюшка длинный и узкий, стилус гениталий длинный. Сходны по габитусу с Tinocripus, отличаясь деталями строения гениталий. Род включают в состав подсемейства Coelidiinae.
- Paralidia bispinosa Nielson, 1986[2]
- Paralidia denticulata Nielson, 1986[2]
- Paralidia plaumanni Linnavuori, 1956 — Бразилия typus[1]
- Paralidia retrorsa Nielson, 1986[2]
- Paralidia singularis Nielson, 1986[2]
- Paralidia spinata Nielson, 1986[2]